# Station Doleham
Doleham is een spoorwegstation van National Rail in Doleham, Rother in Engeland. Het station is eigendom van Network Rail en wordt beheerd door Southern. Het station is geopend in 1907.